# 塞巴斯蒂安·库尔茨
塞巴斯蒂安·库尔茨（德語：Sebastian Kurz，1986年8月27日—），是一名奥地利政治家，曾擔任奧地利總理、奥地利人民党党魁。2013年担任奥地利外交部长。2017年5月成为奥地利人民党主席，並以31歲之齡成为奥地利最年輕的总理，其後於2019年5月因不信任案而被迫下台，於2020年1月復任。2021年，因被指控貪污而再次下台。

## 生平
库尔茨出生于维也纳，曾在2005年进入維也納大學法學院学习，但未毕业。

### 從政生涯
2009年，当选为奥地利人民党青年部主席，2011年出任奥地利移民融合事务部部长、奥地利内政部国务秘书，成绩受到肯定，他在学校内指派亲善大使，协助国内不同国籍人士对话与融合。

#### 第一次總理任期
2013年9月，他在2013年奥地利国会选举中以高票当选议员。2013年12月，他被推举为奥地利外交部长，他也成为欧盟国家中最年轻的外交部长。奥地利国民议会选举初步结果15日揭晓，31岁的人民党主席塞巴斯蒂安·库尔茨有望出任总理，成为奥地利乃至欧洲最年轻的政府首脑（至2019年下台前仍然是）。媒体和政治評論員评述道，这名27岁就当上奥地利外交部长的英俊青年并非是刚出道的稚嫩新人，而是深谙为政之道的老手。
庫爾茨在2017年5月，正式成為新任的人民黨黨魁，人民黨之後結束與社民黨長達10年的大聯合政府執政聯盟的關係，並提前大選。選舉結果，人民黨取得62席，重拾第一大黨地位。31歲的庫爾茨成為新任奧地利總理，並再度與右派民粹主義政黨奧地利自由黨組成右翼聯合政府。
由于伊维萨事件和人民党与自由党执政联盟的终结，2019年5月27日，库尔茨被国民议会通过不信任案解除职务，為奧地利史上首次。翌日被总统范德貝倫正式解職，他的少數政府也隨之解散，由專家組成的政府暫代之。

#### 第二次總理任期
人民黨在同年9月的提前大選中比上屆獲更多票及議席，他逐於10月7日再次獲總統范德貝倫邀請籌組新政府 人民黨在首都維也納以外的所有聯邦州中獲勝。透過首次與綠黨－綠色替代達成聯合執政協議，庫爾茨得以第二次擔任總理，並於2020年1月7日宣誓就職。
由於遭到贪腐指控，2021年10月9日，库尔茨宣布辞职。12月2日，在因為貪腐弊案辭職下臺後，库尔茨辭去執政黨奧地利人民黨黨魁等政治職務。

## 已促成法案

### 社會保障相關
| 立法                 | 內閣       | 議會       | 支持政黨 | 生效時間 | 證明來源      |
| -------------------- | ---------- | ---------- | -------- | -------- | ------------- |
| 《家庭獎金累加法案》 | 2018-6-13  | 2018-7-4   | ÖVP, FPÖ | 2019-1-1 | [ 19 ]        |
| 《社會保障法案》     | 2019-3-13  | 2019-4-25  | ÖVP, FPÖ | 2019-4-1 | [ 20 ]        |
| 《社會保險改革法案》 | 2018-10-24 | 2018-12-13 | ÖVP, FPÖ | 2020-1-1 | [ 21 ] [ 22 ] |

#### 《家庭獎金累加法案》

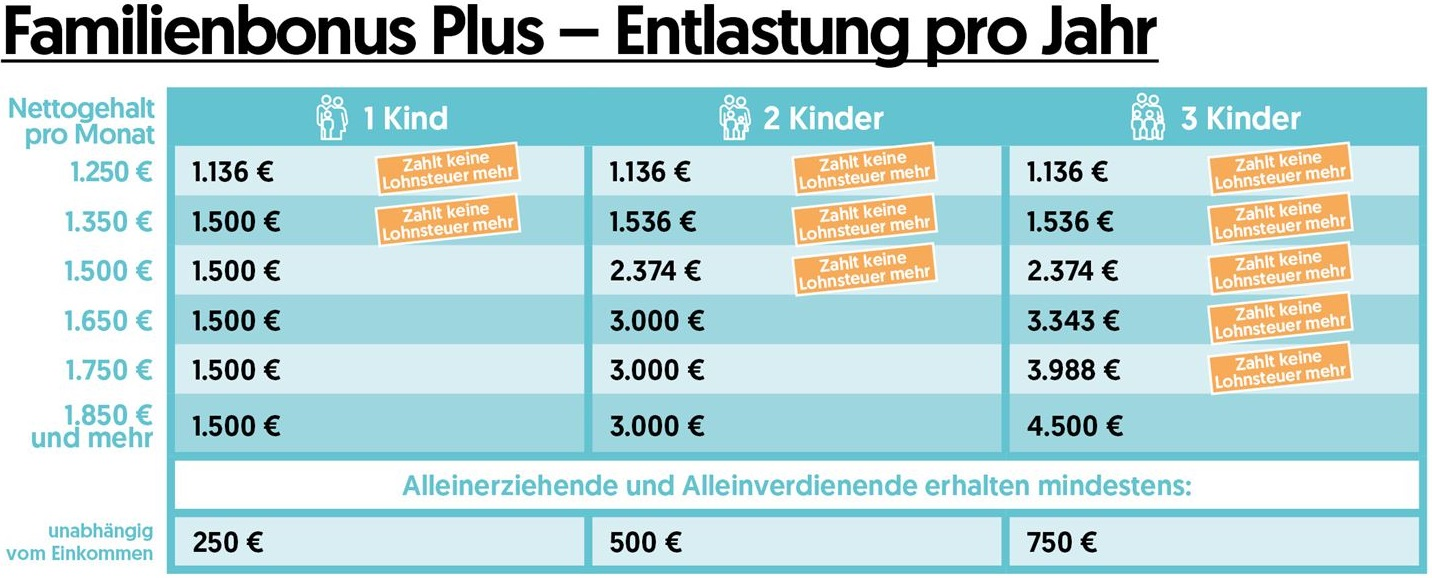
依據《家庭獎金累加法案》，奧地利公民真正能拿到的錢的示意圖

2018年6月，塞巴斯蒂安·库尔茨推出了一項名為《家庭獎金累加法案》的改革，該法案於7月獲得議會通過，並於2019年1月生效。該法案為奧地利有孩子的家庭提供每年最高1500歐元的未成年子女的“所得稅減免”，即每月125歐元，每一個孩子一年可減500歐元，減到1500歐元為止。但該法案只對“已經從政府獲得過福利”的人有效，對第一年申請政府補助的家庭無效。這個法案的計算法方式非常複雜，且富有陷阱性。在雙薪家庭中，必須至少有一位家長的月淨收入在1350歐元以上，才有資格獲得每年1500歐元的減稅，家裡的成年子女的月收入、非純淨的月收入、夫妻二人加起來的月收入則通通不算。如果符合了資格，可以一年保底減稅250歐元。另外，是單親家庭的話，無論月收入為何都可以領到最高金額，但此舉造成許多貧困的奧地利家庭為了獲得補助而假意離婚。最後，經濟上最需要補助的失業家庭卻沒有資格申請。
此外，門檻極高的《家庭獎金加法》取代了另外三個門檻更低的兒童福利法案，例如直接向雙薪家庭提供一年600歐元減稅、直接向單親家庭提供一年440歐元的減稅、以及直接為每一個10歲以下的孩子提供一年2300歐元的補助款。
德國的反對黨——SPÖ和福利倡導者嚴厲譴責該改革方案是塞巴斯蒂安·库尔茨的執政陰謀，說這只讓富人受益，完全忽視低收入者和失業者。

#### 《社會保障法案》
2018年11月，內閣完成了一項重大改革法案的起草工作，影響全奧地利的基本收入和失業保險，這個法案即本章的《社會保障法》。議會於2019年3月頒佈了該法案，並於次月生效。該法案將基本收入“聯邦化”，授權每一個州都可以獨立的制定地方條例來制定最低標準，不需要再受奧地利中央政府的管轄。
《社會保障法》在全國範圍內規定：每個奧地利的單身成年，每月基本收入是863.04歐元，每對結了婚的奧地利夫妻則是每月1208.26歐元。該法案配合上述的《家庭獎金累加法案》，一個低收入戶的父母只能為他們的第一個孩子領到215歐元的減稅，生第二個孩子能再領129歐元，第三個孩子再領43歐元，而多於第四個孩子則沒有任何減稅。外國人必須要在奧地利登記居住個五年，或者為雇主工作個五年，才資格獲得奧地利的基本收入。不會講標準德語的移民，他們每個月的基本收入減少了563歐元，導致人們移民奧地利的願望銳減。庫爾茲說，這300歐元的差價足夠移民們去付大量德語課的費用。在新規定中，移民們只有將自己的語言技能提高到“德語B1級”或“英語C1級”才有資格獲得基本收入。此外，永久失業者不可領錢，所有上一年的領取者也必須在每年重新申請，上報自己的情況，才有資格繼續使用基本收入。與《家庭獎金累加法案》不同，本法案獲得大多數選民的認可，因為奧地利右派長期認為是移民剝奪走他們的工作權和福利，而這個法案對移民的嚴苛要求則大大消除了這種可能性。

#### 《社會保險改革法案》
2018年12月13日，作為庫爾茨把“讓奧地利的公共行政體系現代化”作為他競選承諾的一部份，在他上任後，議會就頒佈了他的內閣作提出的《社會保險改革法案》。該法案試圖通過合併各種保險公司、解僱“多餘的工作人員”、減少冗長的審核流程、以及引入線上手機操作系統來使奧地利政府現代化。庫爾茨解釋說：“新法案中的“集中社會保險制度”將使所有被保險人受益匪淺”。《社會保險改革法案》於2019年4月在“議會特設小組委員會”的監督下開始實施，2020年監督期結束，該法案照常執行。
奧地利原本就擁有健全的國家衛生系統，健康保險一直是全國性的，但外包給各個州的私人保險公司執行。
- 被該法案合併掉的舊法
  1. 將州級的普通保險和專業保險納入聯邦化的單一付款人醫療保健系統 (ÖGK)；
  2. 商業社會保險 (SVA) 與農業社會保險 (SVB)，組成個體經營者和自由職業者社會保險 (SVS)；
  3. 公務員意外險、鐵路和礦業意外險、維也納公共交通健康險合併為公務員、鐵路和礦業意外險；
  4. 政府養老基金 (PVA) 和一般意外保險 (AUVA) 保持不變，監督所有社會保險的社會保險協會被剝奪權力並被裁員[39]。

所有反對黨、社會保險協會、私人保險公司和福利問題研究所都一致譴責這個變化，評論說“該法案既不是有效率的集權，也不是民主的去中心化。它只是增加了每個政府保險工作者的工作任務，並為了省錢而裁員掉一部份政府職員。這種為了讓預算好看而被發明的法案，損害了奧地利原本完善的保險運作流程，留下來的員工在繁多的工作壓力下，也會對被保險人服務不善。最後，這種惡意合併讓和政府合作的私人企業損失了大約300至4億歐元，嚴重降低了人民所得和政府稅收。”

### 移民
| 立法                     | 內閣      | 議會       | 支持政黨 | 生效時間 | 證明來源      |
| ------------------------ | --------- | ---------- | -------- | -------- | ------------- |
| 《必修德語課程》         | 2018-4-18 | 2018-5-16  | ÖVP, FPÖ | 2019-1-1 | [ 41 ]        |
| 《外國人子女福利改善法》 | 2018-5-2  | 2018-10-24 | ÖVP, FPÖ | 2019-1-1 | [ 42 ] [ 43 ] |

#### 《必修德語課程》

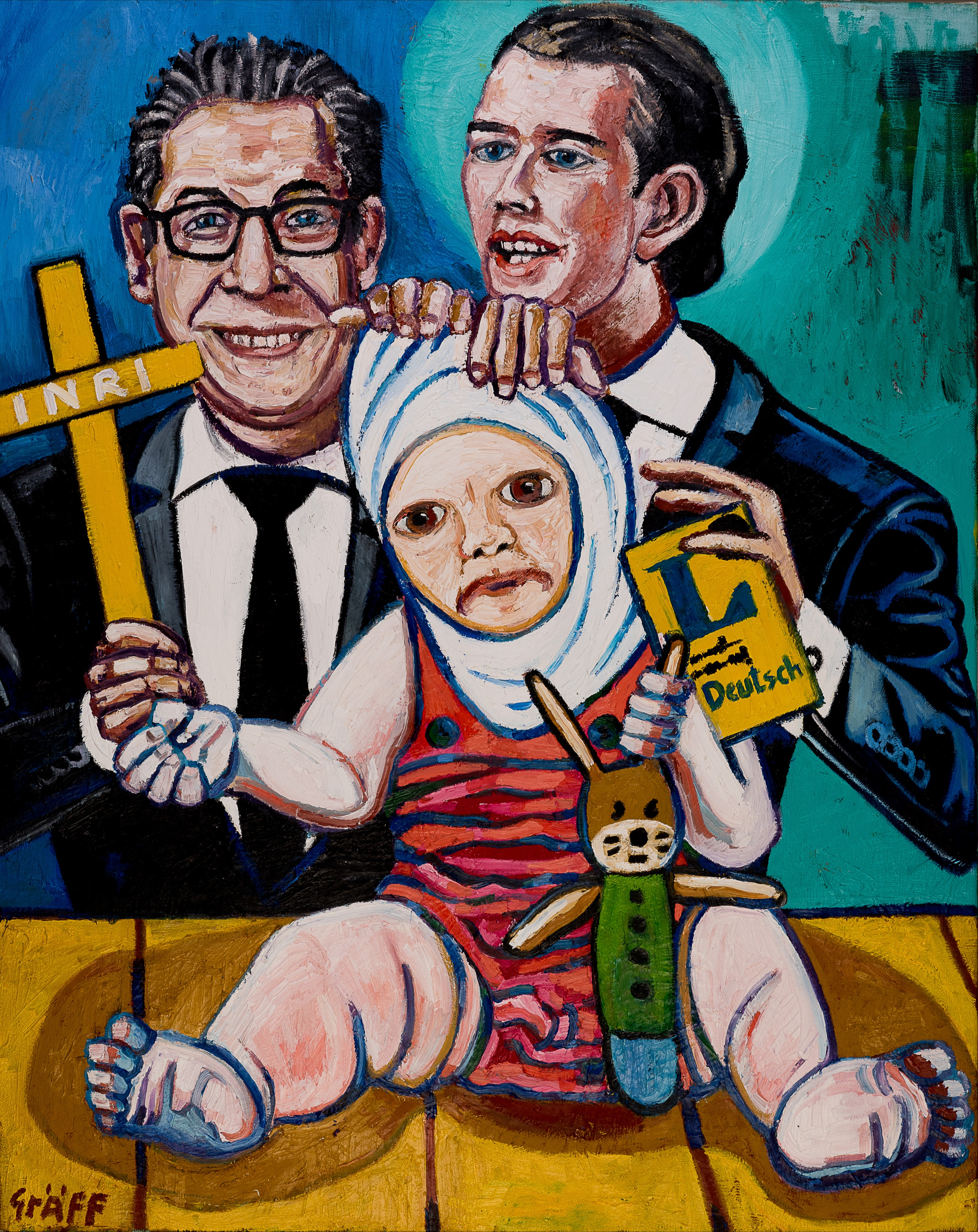
他的諷刺畫，畫中庫爾茨正和他的副總理一起逼迫穆斯林女孩改信基督教

2018年5月16日，庫爾茲內閣在議會頒布了強制型德語課。
自2019年1月1日起，奧地利政府強制所有小學（Volksschule）和中學（Hauptschule, Gymnasium）都要為缺乏德語知識的兒童開設德語課。不同於常規課程，屬於額外需要花時間學習的，並把這些不會說德語的兒童稱為“特殊學生”。但是，塞巴斯蒂安·库尔茨內閣給奧地利兒童學習的並不是奧地利德語的課，而是和德國一樣的標準德語，並且只有在一所學校有八名這樣的學生時才會開德語課，這導致了大批學校因為不想違法、同時也沒湊齊人數而直接退學不會德語的兒童。同時，這個法案不是針對移民的，對奧地利人也是如此。每個奧地利學生都必須接受全國考試，並校長擔保，當測試出某個學生“德語知識不足”時，這個學生在小學就必須每週多上15個小時的德語課，在中學更是要多上20小時。“特殊學生”會生活在一起，最長四個學期，他們的語言水平在每學期都再次接受考試，通過了則回歸正常，不通過則繼續保留“特殊學生”之名，但如果四次都不通過的話，也會被當成普通學生一樣放出。那些還是學不會德語的學生，會強制與其他奧地利本地學生一同學習繪畫、音樂、體操和手工藝等科目。
這套新法案取代了之前的法案，允許學生每週自願參加11小時的德語課程。內閣辯稱：“之前的法律不夠有效，沒能幫助非德語母語的兒童學習。”這個加重學生、學校、老師和家長負擔的新法案遭到社會上的大部份人士和反對黨的強烈反對。反對者的理由如下：光是維也納的小學校，就因此法而額外需要500個房間，那這些房間的空間和金錢從何而來？此外『特殊學生』在名稱上非常羞辱，可能讓他們面臨更加嚴重的種族歧視。許多德語課用英文教學，但不是每所小學都有會說英語的老師，“特殊學生”也無論會不會英文、無視年齡大小而被塞進同一個班級聽課。

#### 《外國人兒童福利改善法案》
2018年10月，庫爾茲內閣通過了《外國人兒童福利改善法》。該法案能影響所有在奧地利有工作、居住在奧地利、且國籍是歐盟（EU）國家的外國人。《外國人兒童福利改善法》將這些外國人受到的兒童福利調整為“和他的歐盟母國一樣”，這意味著歐盟國家的人無法再透過“在奧地利工作”的方式蹭取“奧地利比母國高的福利”，尤其護士和公務員會受到這個法案的負面影響。
歐盟委員會譴責了該法案，並提醒說，歐盟法律明確說明歐盟是一個整體，奧地利將歐盟勞工視作為外國人，還讓奧地利人享受比其他歐洲勞工高的待遇是違法的，該委員會宣佈在歐洲法院對奧地利的塞巴斯蒂安·库尔茨內閣提起民事訴訟。不過這條法律卻受到大量奧地利人的支持，他們不讓奧地利的高福利被其他歐洲勞工免費竊取。

#### 拒簽《全球移民協定》
2018年10月31日，庫爾茲公開宣稱奧地利永遠不會加入《全球移民協定》，聲稱該協定會侵犯奧地利的主權，讓奧地利的普通民眾無法區分非法移民、經濟移民、合法移民和政治庇護移民。

### 雜項法案
| 立法                 | 內閣      | 議會      | 支持政黨              | 生效時間  | 證明來源      |
| -------------------- | --------- | --------- | --------------------- | --------- | ------------- |
| 《延長工作時間法案》 | 2018-7-7  | 2018-7-7  | ÖVP, FPÖ, NEOS        | 2018-12-1 | [ 62 ] [ 63 ] |
| 《緊湊型監控協議》   | 2018-2-21 | 2018-4-20 | ÖVP, FPÖ              | 2018-6-1  | [ 64 ]        |
| 撤銷《禁菸令》       | 2018-3-22 | 2018-3-22 | ÖVP, FPÖ              | 2018-3-22 | [ 65 ]        |
| 恢復《禁菸令》       | 2019-7-2  | 2019-7-2  | ÖVP, SPÖ, NEOS, JETZT | 2019-11-1 |               |

#### 《延長工作時間法案》

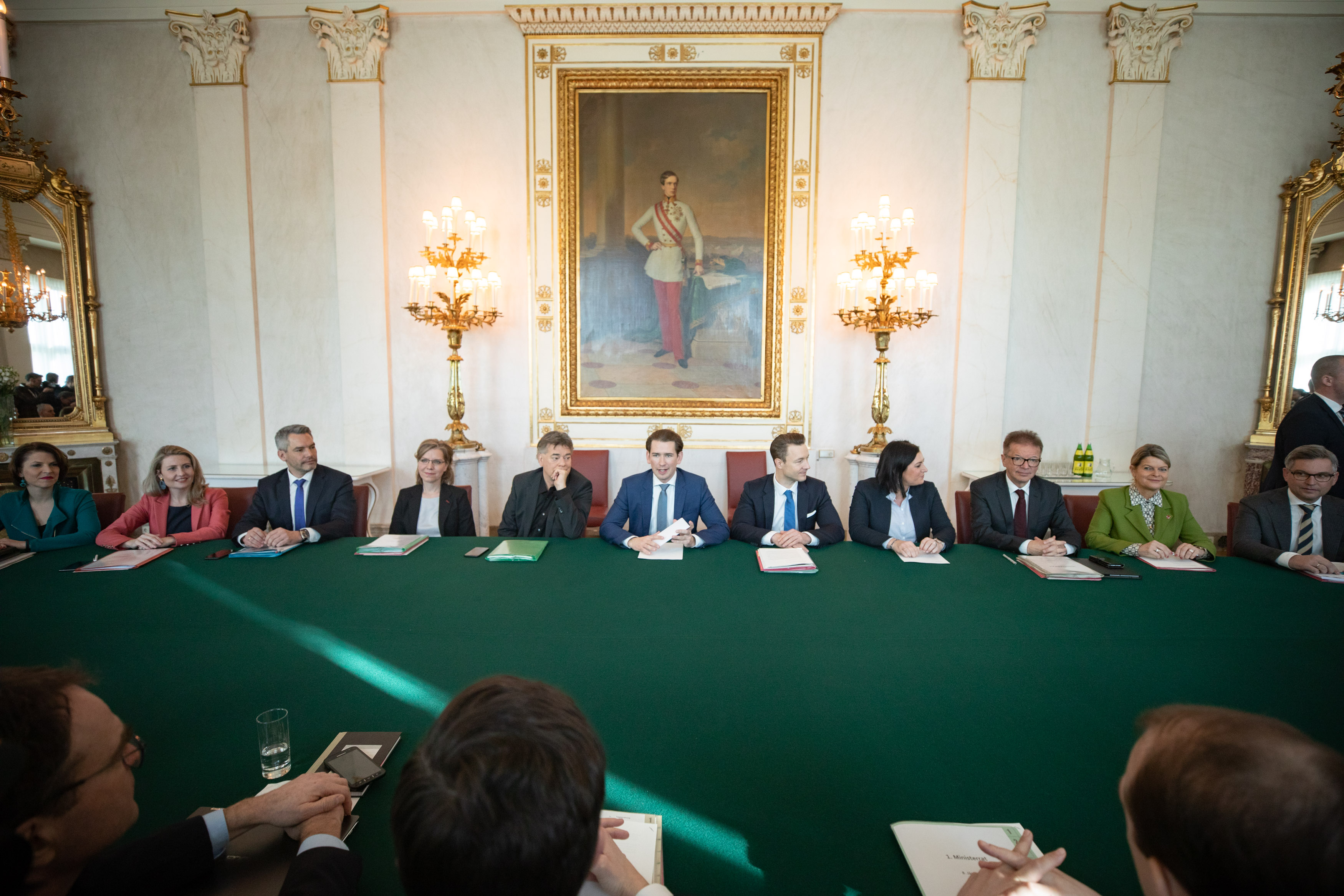
庫爾茨第二度上任總理後主持內閣會議

2018年7月，庫爾茲內閣在議會通過了《延長工作時間法（Arbeitszeitgesetz）》的修正案，通常被反對黨和奧地利人戲稱為“12小時工作日”（12-Stunden-Arbeitstag）。內閣跳過了修正案的共同評估程序（Begutachtungsprozess）擅自做主，原本奧地利的最長合法工作時間是每天8小時，修正案將最長合法工作時間增加到12小時，每週最多50小時的工作時間增加到60小時。庫爾茲稱了這些變化是“合法的、彈性的、自由的允許員工自願加班，理論上，員工當然可以拒絕任何雇主想延長工作時間的要求。”
在修正案之前，只有在某些特殊情況下（例如此人急需用錢），並得到“勞資委員會”的簽名同意，那個人的最長工時才可超過10小時。讓每日12工時成為合法是奧地利商會和工業聯合會喜聞樂見的。另一方面，反對者眾多，例如SPÖ、Peter Pilz List、工人和僱員商會以及工會聯合會。反對者明確的說出對該修正案的擔憂，他們懷疑勞工在現實中是否真的敢和老闆說不，這個“自願加班”根本法無法證明；而雇主則可隨便拒絕勞工不想加班的想法，還可以用停職、解雇、減薪和降職來威脅勞工。

#### 《緊湊型監控協議》
2018年4月，聯盟制定了一個叫《緊湊型監控協議》的計劃。ÖVP，即塞巴斯蒂安·庫爾茨所在的政黨已經在上一個立法期間試圖通過這樣的法律，但由於他們向議會提交的法案被所有其它政黨拒絕，包括他們的現任和前任聯盟夥伴，因此失敗了。
《緊湊型監控協議》允許當局監控WhatsApp和Skype等所有手機通訊服務，目的是提前預知犯罪。如果犯人使用手機APP犯罪，最高可判10年監禁；如果會危及到他人的生命、性自主權、或被認定為潛在恐怖分子，則會判5年徒刑。根據該協議，當局將有權命令電信公司提交涉嫌犯的所有通信記錄，政府會把這些記錄保存一年才銷毀。如果在整個調查過程中，最初的懷疑沒有得到證實，那麼奧地利政府也必須刪除這些記錄，並對監視目標公開他們的調查。此外，《緊湊型監控協議》還要擴大對公眾的光學和聲學監控，當局將能隨意調動公共車站、交通服務、機場、碼頭和火車站等政府機構的任何視頻、音頻、監控畫面，政府機構也必須把這些證據保存四個星期才能刪除。還有一個“車牌識別系統（Kennzeichenerkennungssysteme）”，旨在提高檢測任何汽車的駕駛員、車牌、類型和顏色。然後，奧地利政府還會對警方提供一個叫“IMSI”的捕捉器，它將能夠在不聯繫相應電信公司的情況下定位電話。最後，匿名預付卡將被禁止在奧地利使用，只保留登記名字的sim卡，並且需要一個真實的奧地利身分證序號來註冊。
該協議將在奧地利持續5年，並在3年後被重新評估。《緊湊型監控協議》引起了幾乎所有法學家、律師、憲法服務部門和人權團體的強烈擔憂，並指責它讓奧地利退化成納粹式的監視社會，侵犯了民主自由的基石。既使和執政黨ÖVP同一陣線的SPÖ和NEOS都對該協議不滿，向奧地利議會提交三分之一的請願書，並在憲法法院對該《緊湊型監控協議》提起訴訟；SPÖ最為積極，還聯邦委員會中提交其請願書，它已經擁有三分之一的席位，而NEOS將會動員剩餘選票加以配合。最終，這個協議在2021年1月1日被評估為無效，因而遭到廢除。

#### 數字化辦公室
2019年3月19日，塞巴斯蒂安·庫爾茨內閣推出了讓奧地利平民能在手機上申請政府功能的APP，包括適Android和IOS系統。對奧地利政府的“Digital Office”和“oesterreich.gv.at”這兩個重複的政府網站進行了合併，集中了政府所有的線上服務，並允許公民通過上網向政府投訴。雖然用電腦和手機均可使用，但手機APP被內閣標記為“更舒適”。這兩個平台的的運作並不是塞巴斯蒂安·库尔茨做的，而是一名叫做Margarete Schramböck的女部長做的，也是她找科技公司和奧地利政府合作研發。將政府電子化、信息化、數字化，一直是庫爾茲的競選前承諾。另外，“data.gv.at”和“help.gv.at”兩個網站雖已合併，但“data.gv.at”依然保留，作為一個純介紹奧地利政府、單向展示政府工作的網站。
新平台允許新用戶：
- 註冊一個新的，並取消當前的主要住所（Hauptwohnsitz）
- 為新生兒索取證明
- 存儲護照照片
- 當護照有效期屆滿時收到自動通知
- 為即將到來的選舉申請一張投票卡（Wahlkarte）

在成為驗證用戶後，還可擁有以下進階服務：
- 申請新護照（6月開通）
- 註冊和取消邊住所 ( Nebenwohnsitze )（6月開通）
- 提交證書和其他法律文件的掛失報告（6月開通）
- 使用數字駕駛執照（12月開通，最遲在2020年初），但數字駕駛執照目前只能在奧地利國內使用，原因是沒有針對外國駕照的明確法律。

目前，註冊這些平台需要有奧地利身分證，並要註冊者親自簽名，但允許使用線上簽名。目前有超過110萬個奧地利人註冊這個平台。

#### 歐盟主席國理事會
在2018年7～12月，在奧地利這個國家擔任歐盟理事會主席的期間，庫爾茲主張加強對申根區的保護，並主張動用“Frontex”的邊境警衛來阻止任何移民船進入歐洲。這點受到德國、法國、英國這三大國的竭力反對而無效。

#### 頒佈、撤銷又恢復《禁菸令》
2018年3月，庫爾茲內閣廢除了其前任克恩內閣頒布的全面《禁菸令》，該禁令原定於2018年5月1日生效。這個政策被視作是討好塞巴斯蒂安·库尔茨的同盟黨派FPÖ，以換取FPÖ也支持他自己的政策，儘管塞巴斯蒂安·库尔茨所屬的ÖVP是公開支持禁菸的。
這是庫爾茨在做第一任奧地利總理時最具爭議的行為，因為他自己黨派的大多數人、所有反對黨、十幾名美食和健康專家以及大多數奧地利國民都覺得這是一場鬧劇，匪夷所思。
原本《禁菸令》將完全禁止在所有咖啡店和餐館使用香菸，而在這之前在允許設置吸菸區。最後這個禁令就被撤銷，但內閣還是決定將未成年人排除在外，對未成年銷售菸草被定為非法，並禁止在有兒童在場的情況下在車內吸菸。
《禁菸令》結束後，一場名為“不要吸菸”的反菸運動開始流行起來。該運動人數眾多，迫使奧地利議會重新考慮，因為反菸運動獲得了超過88萬張選票，佔當時奧地利人口的13.8%，是該國歷史上人數最多的請願之一 。儘管如此，它仍未達到FPÖ黨主席兼副總理海因茨-克里斯蒂安·斯特拉赫（Heinz-Christian Strache）事先提出的90萬票門檻。斯特拉赫為此在奧地利廣受批評，因為他曾嘲笑反對吸菸的人連15萬票的請願書都獲得不了。而反菸團體和所有反對黨已經聯合向奧地利憲法法院提起廢除撤銷《禁菸令》的訴訟。
在第一屆庫爾茲內閣倒台後，奧地利議會於2019年7月恢復了《禁菸令》，除了FPÖ以外的所有黨派都投了贊成票。

## 政策立場

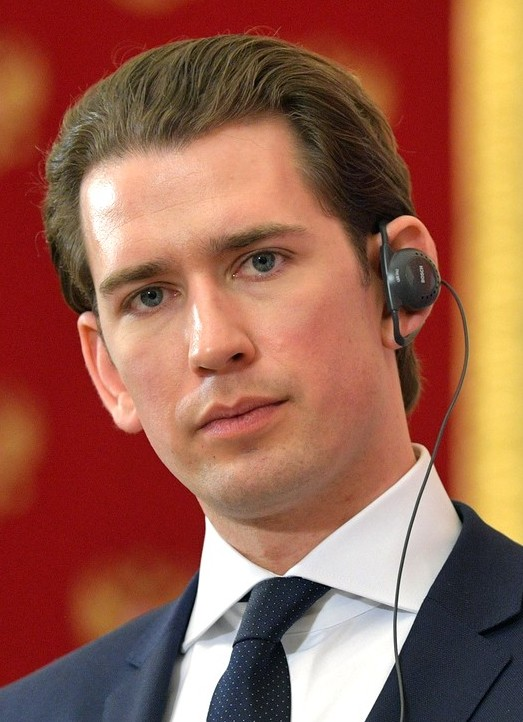
塞巴斯蒂安·库尔茨的政治立場爭議巨大，很多政策被反對者批評為自相矛盾

### 反伊斯蘭教及移民
在庫爾茲的領導下，奧地利外交部要求大學教授和伊斯蘭教專家埃德南·阿斯蘭（Ednan Aslan)開展一項關於伊斯蘭幼兒園的研究。2015年底，這兩人發佈的一份初步報告，認為奧地利社會的薩拉菲斯特情緒嚴重，奧地利人對伊斯蘭主義意識形態的支持激增。因此，維也納政府同意對此事進行更全面、更科學的研究。此外，維也納政府開始更仔細地檢查伊斯蘭幼兒園在教什麼，並對其進行更嚴格的自由主義管制。2017年6月，庫爾茲要求“完全關閉所有的伊斯蘭幼兒園”，因為它們讓奧地利的學生在語言、文化、愛國心、民族認同上與奧地利社會分裂。在一項Falter調查指責，奧地利外交部為了保持天主教信仰，惡意刪改了研究報告的大部份內容。這引起了民眾對得起強烈反感。而長期研究伊斯蘭教的專家阿斯蘭則支持該部的報告版本，並在維也納大學發起了一項學術同審，以證明此報告的真實性，但最後卻不了了之。
繼庫爾茲在支持內閣禁止面罩之後，他的內閣在一個月內也通過了幼兒園禁止戴頭巾的禁令，並打算透過《延長頭巾禁令法案》，將這個命令從幼兒園一路禁到大學。
2019年3月，內閣宣布打算創造“一個新的政府機構”來完全監視奧地利的伊斯蘭教教徒，以確保其活動沒有恐怖組織的參與。塞巴斯蒂安·库尔茨所做的研究表明，不僅在奧地利，大量已經移民歐洲的穆斯林都帶有強烈的反西方和反猶太主義觀點。庫爾茲說：“我們有必要積極監督伊斯蘭教的清真寺、俱樂部和社交媒體賬戶，以防止穆斯林來顛覆奧地利的自由、民主和世俗主義。”塞巴斯蒂安·库尔茨甚至建議，如今伊斯蘭教已經和當年的納粹黨一樣，奧地利政府應該效仿二戰時候的奧地利抵抗運動文獻中心（DÖW），時刻控管右翼極端主義的滋生。DÖW的主要官員則普遍歡迎這個論調。

### 反對同性婚姻
奧地利憲法法院於2017年12月作出裁決，宣佈《登記伴侶關係法》的大部分條款違憲，並將其推翻，此舉讓同性婚姻在奧地利合法化。塞巴斯蒂安·库尔茨則讓自己的內閣反對憲法法院的決定，在他的影響下，ÖVP和FPÖ兩個右翼保守派政黨都反對同性婚姻，並且之前拒絕了SPÖ、NEOS和綠黨提出的幾項婚姻平權法案，他們的理由是這些法案在同性結婚通過之前才有承認的必要，既然同性婚姻已經通過，那應該拒絕任何內容雷同的法案。但是，庫爾茲本人卻激烈反對同性婚姻，認為奧地利已經有“登記伴侶”政策，證明性別不平等已被消滅，無需再定法律。與此同時，他評價同性婚姻為：“允許同性戀收養小孩就已經算是同性婚姻了，再在法律上保障同性戀的婚姻權毫無意義”。

### 不接觸核力發電
作為外交部長，庫爾茲是“不擴散”的強烈倡導者，不擴散代表著不接觸任何和核電有關的產業。他在多個場合支持全球無核化，並說：“核武器不僅是對全人類的威脅，也是冷戰時期的不健康遺產，必須堅決克服”。
庫爾茲參與了對《不擴散核武器條約》的審查，並於2014年在維也納以他個人名義舉辦了《國際核裁軍會議》，但這個會議並未獲得世界大多數國家的認可。

### 提高國債、新收數字稅
在2017年立法選舉的競選承諾中，庫爾茲公開表示反對進一步提高國債，並支持減少政府支出，以平衡預算赤字。他打算通過廢除財政拖累（Kalte Progression），具體指要削減所有人的基本工資，但也允許降低所得稅來實現平衡。庫爾茲反對任何形式的遺產稅、贈與稅和財產稅，認為這些都是對富人財富的掠奪，並堅持保留現金作為奧地利人的主要付費方式，反對電子支付。
2018年12月，塞巴斯蒂安·库尔茨宣佈在全國範圍內徵收數字稅，以填補其它重大稅收銳減的漏洞。之前他也曾在歐洲議會討論過數字稅的話題，據塞巴斯蒂安·库尔茨本人所說，歐洲各國都刻意迴避，所以到最後沒有建立一個有法律效力的協議。

### 政府內部的信息監視
作為總理，庫爾茲制定了嚴格的規定來監視政府各個層級的一舉一動，以確保各部委之間的溝通能保持一致。這個概念旨在展示奧地利政府的明確性、統一性和同步性，但這也遭至巨大的批評。因為在這個機制下，沒有一個內閣成員可以跳過塞巴斯蒂安·库尔茨的個人觀點，即總理的政治立場而自行做主，這已經違背了民主制的原則。自由主義派的記者們指責庫爾茲內閣屢屢通過“拒絕或迴避提問、APP等應用程式審查、刪減文章原本的文字”等方式來引導輿論。庫爾茲本人亦對他自己實行信息管控，他在公開場合的語言非常簡短，且經常重複某些關鍵詞，以增加媒體對他政治理念的曝光度。